# Distrito de Llata
El Distrito peruano de Llata es uno de los once distritos de la Provincia de Huamalíes, ubicada en el Departamento de Huánuco, bajo la administración del Gobierno regional de Huánuco. Limita por el norte con el Distrito de Puños y el Departamento de Áncash; por el sur con la Provincia de Dos de Mayo; por el este con el distrito de Jacas Grande; y, por el oeste con el Departamento de Áncash.
Desde el punto de vista jerárquico de la Iglesia católica forma parte de la Diócesis de Huánuco, sufragánea de la Arquidiócesis de Huancayo.

## Historia
El distrito de Llata fue creado en la época de la independencia.

## Geografía
La población total en este distrito es de 14 873 personas y tiene un área de 411,35 km².

## Autoridades

### Municipales
- 2019 - 2022[5]
  - Alcalde: Ricardo William Tello Inocente, de Acción Popular.
  - Regidores:

  1. Angélica Megdalia Jara Haro (Acción Popular)
  2. Fructuoso Joaquín Santiago Eulogio (Acción Popular)
  3. Ketty Sánchez Ocaña (Acción Popular)
  4. Héctor Guzmán Campos (Acción Popular)
  5. Félix Olivas Diaz (Acción Popular)
  6. Gloria Nancy Ceferino Caqui (Acción Popular)
  7. Máximo Hidalgo Blas (Avanzada Regional Independiente Unidos por Huanuco)
  8. Russel Rosso Martel Rojas (Avanzada Regional Independiente Unidos por Huanuco)
  9. Alejandro José Rosales Villavicencio (Alianza para el Progreso)

### Policiales
- Comisario:  PNP.

## Galería
- Wikimedia Commons alberga una categoría multimedia sobre Distrito de Llata.